# Rally Isla de Tenerife de 1982
El Rally Isla de Tenerife de 1982, oficialmente 14.º Rally Internacional Isla de Tenerife, fue la decimocuarta edición y la vigésima segunda cinta de la temporada 1982 del Campeonato de España de Rally. Se celebró del 9 al 10 de octubre y contó con un itinerario de veinticinco tramos que sumaban un total de 216 km cronometrados.

## Clasificación final
| Pos. | Piloto                   | Copiloto              | Automóvil             | Tiempo  | Diferencia |
| ---- | ------------------------ | --------------------- | --------------------- | ------- | ---------- |
| 1.   | Medardo Pérez            | José R. Medina        | BMW 323               | 2:26:27 | 0.0        |
| 2.   | Carlos Alonso-Lamberti   | José Manuel Sarmiento | Opel Ascona 2000      | 2:32:43 | +6:16      |
| 3.   | Antonio Betancor         | José Benedicto        | Talbot Sunbeam        | 2:34:44 | +8:17      |
| 4.   | Manuel Acosta            | Julián C. González    | Toyota Celica 2000 GT | 2:35:34 | +9:07      |
| 5.   | Juan Carlos Herrero      | Ramón Mínguez         | Talbot Sunbeam Lotus  | 2:37:00 | +10:33     |
| 6.   | Melchor Dávila           | José A. Rodríguez     | Renault 5 Turbo       | 2:37:44 | +11:17     |
| 7.   | Fernando Capdevila       | Margarita Cortecero   | Opel Ascona 2000      | 2:38:06 | +11:39     |
| 8.   | Antonio Govantes         | José M. Vidal         | Toyota Corolla        | 2:40:46 | +14:19     |
| 9.   | Juan Francisco García    | Juan C. Guadalupe     | Talbot Avenger        | 2:41:46 | +15:19     |
| 10.  | Félix Ramón García-Durán | Natalia Machado       | Toyota Corolla G      | 2:42:08 | +15:41     |